# Soyuz TMA-M

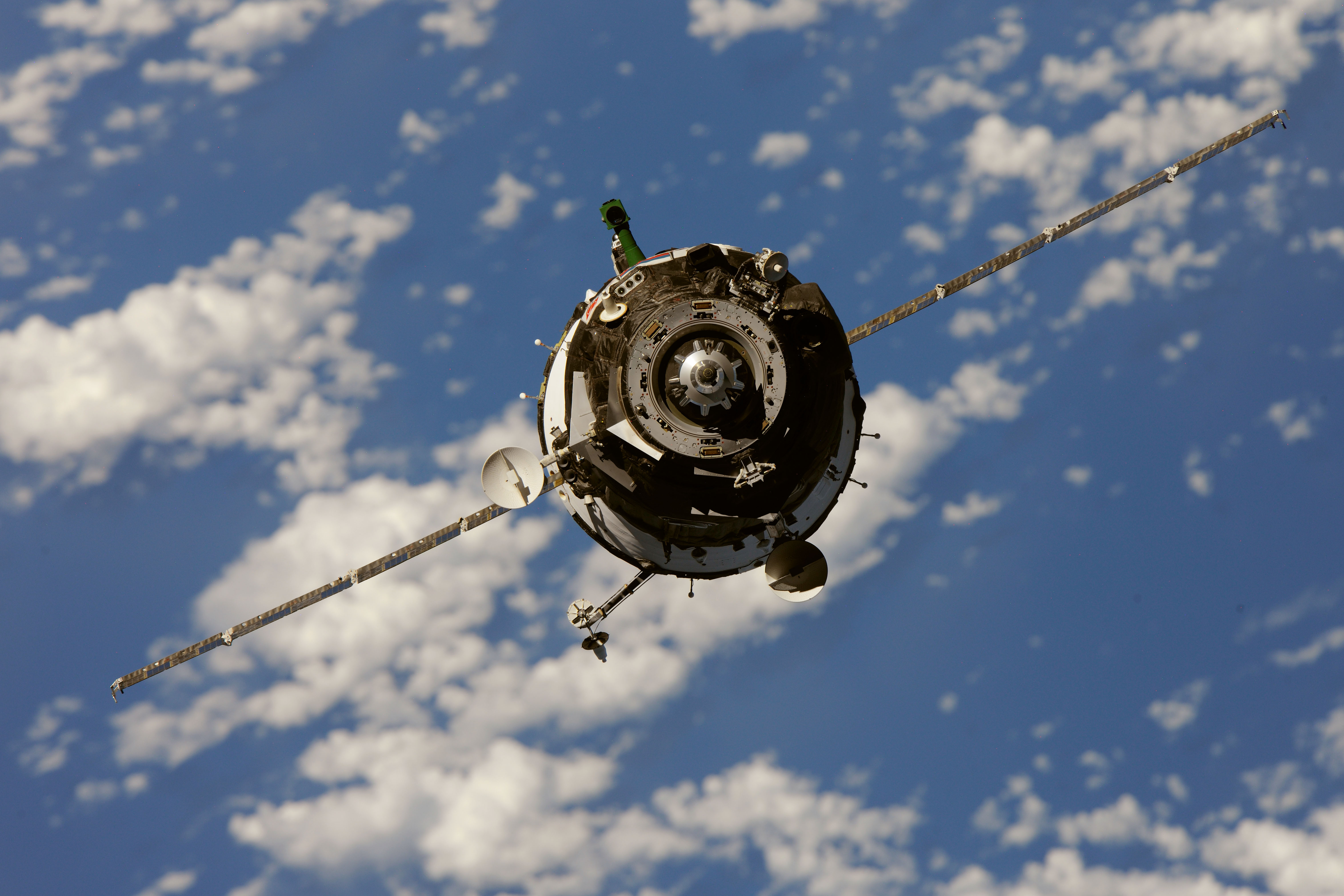
La Soyuz TMA-01M, primer ejemplar de la nueva serie, vista desde la ISS (2010).

La Soyuz TMA-M es una nave espacial desarrollada y construida por RKK Energia, la empresa espacial estatal rusa, en la primera década del  siglo XXI, como una modernización de la serie Soyuz TMA. 

## Características
Un total de 36 componentes obsoletos fueron sustituidos y la masa total de la nave fue reducida en 70 kilos. En particular, el antiguo sistema operacional de control analógico Argon 16, usado por las Soyuz por más de treinta años (Soyuz T, Soyuz TM y Soyuz TMA), fue reemplazado por un nuevo sistema de computadores digitales, el TsVM-101, y el consumo de energía también fue reducido. Cambios con respecto a las series anteriores también fueron hechos en la estructura de la nave y en los paneles de instrumentos.
El astronauta estadounidense Scott Kelly, primer no-ruso en volar en estas naves, durante la misión Soyuz TMA-01M, en 2010, elogió el funcionamiento de la nueva nave, afirmando que permite un vuelo más fácil y con menos intensidad de operaciones de control y navegación a bordo. Dos vuelos de prueba fueron programados: Soyuz TMA-01M (2010) y Soyuz TMA-02M, en 2011. Una tercera nave, Soyuz TMA-03M, fue usada para vuelos de cualificación espacial. En 2016 fue sustituida por la nueva versión llamada Soyuz MS.

## Misiones

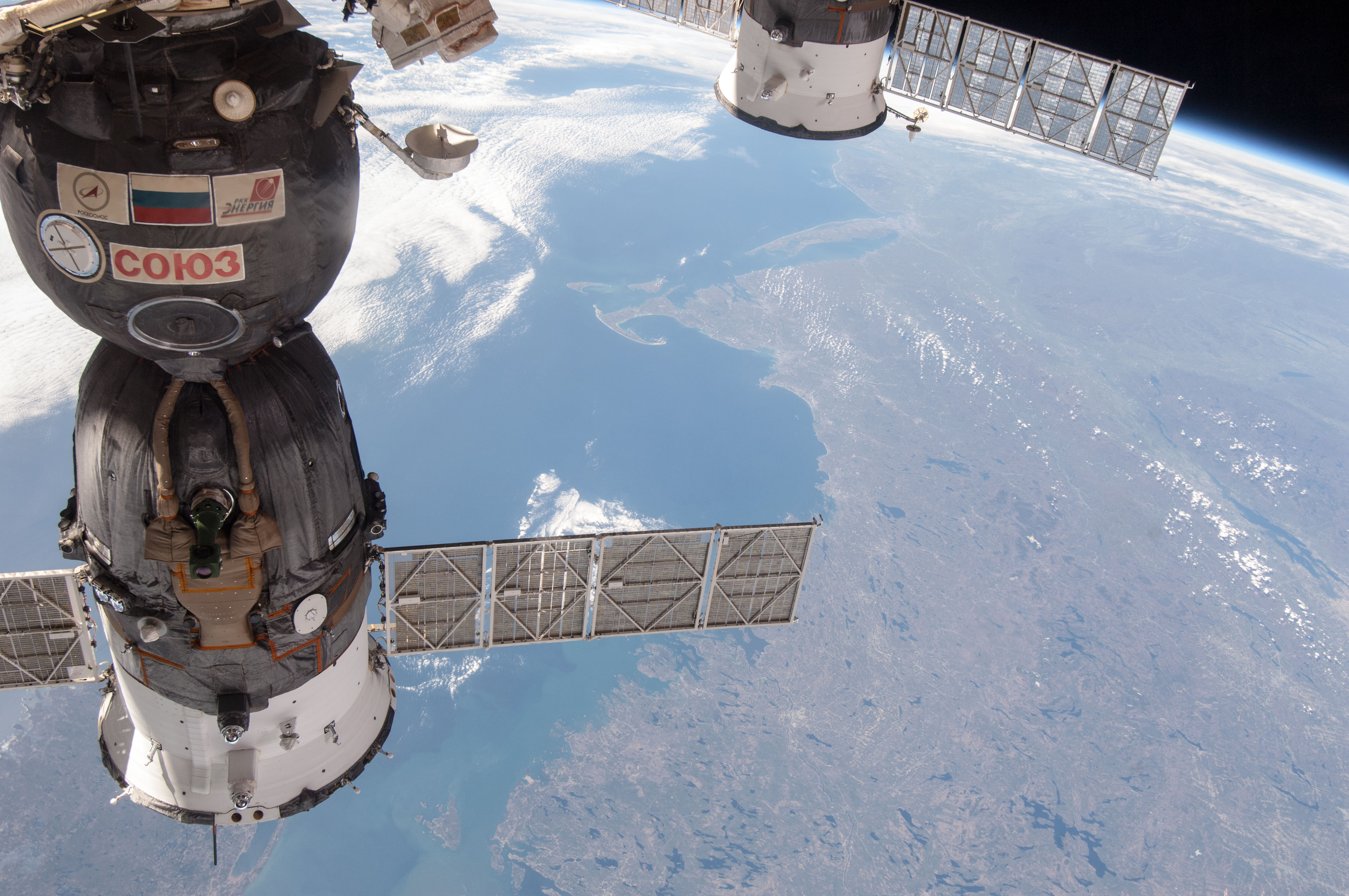
La Soyuz TMA-07M, atracada en la Estación Espacial Internacional.

- Soyuz TMA-01M, 7 de octubre de 2010.
- Soyuz TMA-02M, 7 de junio de 2011.
- Soyuz TMA-03M, 21 de diciembre de 2011.
- Soyuz TMA-04M, 15 de mayo de 2012.
- Soyuz TMA-05M, 14 de julio de 2012.
- Soyuz TMA-06M, 23 de octubre de 2012.
- Soyuz TMA-07M, 19 de diciembre de 2012.
- Soyuz TMA-08M, 28 de marzo de 2013.
- Soyuz TMA-09M, 29 de mayo de 2013.
- Soyuz TMA-10M, 25 de septiembre de 2013.
- Soyuz TMA-11M, 7 de noviembre de 2013.
- Soyuz TMA-12M, 25 de marzo de 2014.
- Soyuz TMA-13M, 28 de mayo de 2014.
- Soyuz TMA-14M, 25 de septiembre de 2014.
- Soyuz TMA-15M, 23 de noviembre de 2014.
- Soyuz TMA-16M, 27 de marzo de 2015.
- Soyuz TMA-17M, 22 de julio de 2015.
- Soyuz TMA-18M, 2 de septiembre de 2015.
- Soyuz TMA-19M, 15 de diciembre de 2015
- Soyuz TMA-20M, 18 de marzo de 2016